# It Never Ends (пісня)
«It Never Ends» — сингл британського рок-гурту Bring Me the Horizon, сингл вийшов в електронному форматі 20 серпня 2010-го року, і увійшов в альбом There Is a Hell, Believe Me I've Seen It. There Is a Heaven, Let's Keep It a Secret.

## Стиль
It Never Ends розглядається як "Змішення ніжності й брутальності" (англ. "blend[ing] delicacy with brutality").
Пісня показує величезну звукову відмінність дебютного альбому Count Your Blessings
Пісня відома своїми симфонічними впливами з використанням клавішних і струнних
інструментів у поєднанні з жіночим хором і змішує їх з брейкдаунами і гітарними рифами.

## Відеокліп
Режисером кліпу став данський режисер Jakob Printzlau, також відомий під псевдонімом "Plastic Kid".